# 20 000 лье под водой (фильм, 1954)
«20 000 лье под водой» (англ. 20,000 Leagues Under the Sea) — фантастический фильм 1954 года, снятый по мотивам «одноимённого романа» писателя Жюля Верна, режиссёром Ричардом Флейшером. Признан одним из лучших достижений студии Disney в жанре приключенческого игрового кино и стимпанка. Картина удостоена двух премий Оскар. Первый игровой фильм студии Уолта Диснея, снятый в новом анаморфированном формате CinemaScope.
Картина была тепло принята критикой и зрительской аудиторией. Фильм ознаменовал прорыв студии Walt Disney на новый для себя рынок игрового кино. Самый дорогостоящий проект на тот момент для студии, который потребовал значительных инвестиций в создание новых производственных мощностей и наём персонала. Декорации картины впоследствии послужили основой для популярных аттракционов в сети парков развлечений Диснейленд.

## Сюжет
Действие фильма происходит в 1868 году. Правительство США обеспокоено слухами о нападениях на суда таинственного морского чудовища в южной части Тихого океана. Моряки отказываются отправляться в плавание. Французский профессор Пьер Аронакс и его слуга Консель, по пути в Сайгон, задерживаются в Сан-Франциско. Их приглашают принять участие в путешествии корабля «Авраам Линкольн», снаряжённого на поиски монстра.
По пути следования профессор и его слуга знакомятся с общительным гарпунёром Недом Лендом. После долгих дней безуспешных поисков американский корабль сталкивается с неизвестным морским чудовищем, которое таранит «Авраам Линкольн» и отправляет его ко дну. Аронакс, Консель и гарпунёр Нед Ленд чудом остаются живы, и попадают на атаковавший их объект. Он оказывается подводной лодкой «Наутилус» — технологическим чудом для своего времени. Капитан подлодки, который называет себя Немо, согласился оставить пленников на борту. Начинается долгий путь, во время которого профессор и его друзья помимо своей воли становятся членами команды. Нед Ленд в ходе путешествия не оставляет попыток побега и заодно пытается завладеть сокровищами морского дна и обнаружить координаты тайной базы подлодки. Профессор Аронакс сближается с капитаном и продолжает свои научные изыскания. Во время всплытия и визита на остров каннибалов Ленд с Конселем пытаются сбежать, но это им не удаётся. Эксцентричный капитан Немо, сделавший свой корабль оружием возмездия, бросает вызов цивилизации. Не раз команда подвергается опасности, во время атаки на боевые корабли других стран и нападения гигантского спрута, пытавшегося уничтожить подлодку. Ленду всё-таки удаётся отправить с подводной лодки послание в бутылке, где были указаны координаты секретной базы Немо на острове Вулкания.
В концовке «Наутилус» возвращается к своей тайной базе. Оказывается, что остров захватили некие военные корабли. Войска десантируются на остров и открывают огонь по подлодке. Раненый капитан Немо отказывается сдаваться. Мощным взрывом он уничтожает базу вместе с захватчиками и пускает ко дну «Наутилус», уходя в пучину вместе с остатками команды. Аронаксу и его друзьям удаётся спастись на шлюпке. Профессор сожалеет о том, что не смог сохранить свой научный журнал.

## В ролях
| Актёр             | Роль                                             |
| ----------------- | ------------------------------------------------ |
| Джеймс Мэйсон     | капитан Немо                                     |
| Пол Лукас         | Пьер Аронакс                                     |
| Кирк Дуглас       | Нед Лэнд                                         |
| Петер Лорре       | Консель                                          |
| Роберт Джей Уилки | Старпом на «Наутилусе»                           |
| Тед де Корсия     | капитан Фарагут                                  |
| Карлтон Янг       | Джон Говард                                      |
| Джозеф Керриган   | Билли                                            |
| Лори Митчелл      | одна из девушек Неда Лэнда (в титрах не указана) |

## Съёмочная группа
- Режиссёр — Ричард Флейшер
- Автор сценария — Эрл Фелтон
- Редактор — Элмо Уильямс
- Художники постановщики — Джон Михен, Харпер Гофф (концепция)
- Оператор по специальным эффектам — Ральф Хаммерас
- Консультант по подводным работам — Фрэд Зендар
- Специальные эффекты — Джон Хенч, Джош Мидор, Роберт Матти
- Подготовка задников — Питер Элленшоу
- Композитор — Пол Смит
- Оператор — Франц Планер
- Оператор подводной съёмки — Тил Габбани
- Костюмы — Норманн Мартьен
- Звукорежиссёр — С. О. Слайфилд
- Декорации — Эмиль Кури [6]

## Работа над картиной

### Предыстория
Компания Walt Disney в начале 1950-х находилась на этапе больших перемен и работала сразу над несколькими масштабными проектами. В финансовом плане для компании время было сложным, послевоенный кризис коснулся всей киноиндустрии США и не обошёл стороной Walt Disney. В этот момент руководство принимает стратегическое решение о крупных инвестициях в новое направление — парки развлечений. Также необходимо было адекватно ответить на технологический вызов — распространение телевидения. В 1954 году на канале ABC планировался выход в эфир её первого телесериала Disneyland . В этом же году было запланировано начало работ над очередным анимационным проектом «Спящая красавица», с шестимиллионным бюджетом  .

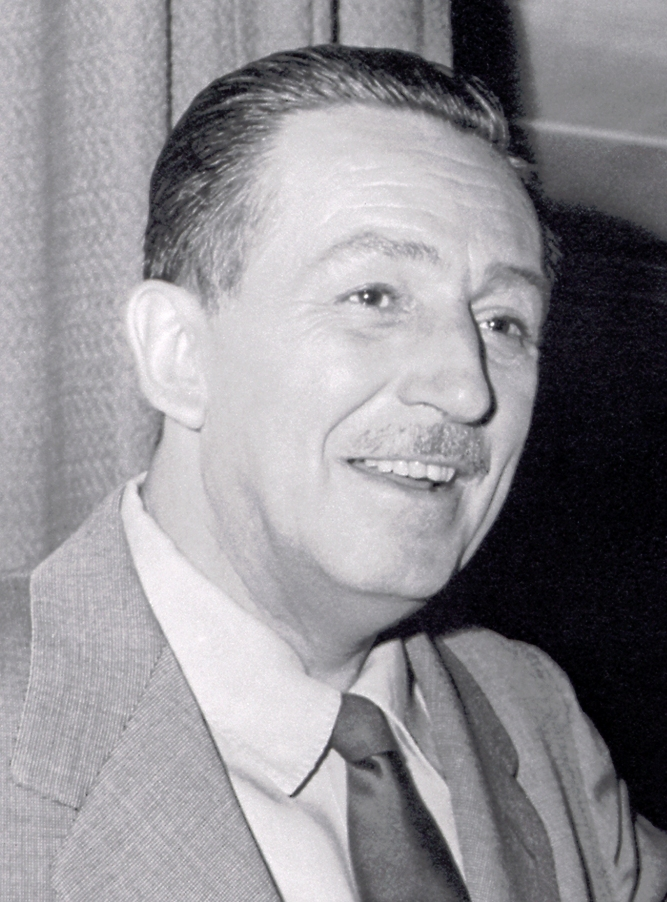
Уолт Дисней (1954)

В начале 1950-х, с распространением цветного кино, всё большую популярность на экранах стал приобретать жанр научной фантастики. Такие ленты, как «Вторжение в США», «Пункт назначения — Луна» и «Война миров», привлекли аудиторию и собрали хорошую кассу. Руководство студии Walt Disney пришло к выводу, что необходимо создавать имидж киностудии, которая идёт в ногу со временем, и в числе первых внедряет новинки индустрии. Так было принято решение о создании научно-фантастической картины, с использованием передовых возможностей кино .
При выборе материала продюсерам пришлось столкнуться с дилеммой. Аудиторию привлекали жанры фильма-катастрофы и ужасов, что не совсем сочеталось с характерной для студии ориентацией на семейный и детский просмотр . Произведения Жюля Верна, в качестве литературной основы сценария, по мнению Уолта Диснея, подходили здесь как нельзя лучше . Снять экранизацию по одному из романов серии «Необыкновенных путешествий» планировалось ещё с 1940-х. Первоначально предполагалось, что картина будет анимационной. Однако, после успешного опыта с такими малобюджетными лентами, как «Остров сокровищ» и «Меч и роза», руководство студии склонилось к варианту игрового кино и выбрало за литературную первооснову роман «Двадцать тысяч льё под водой». В 1952 году Диснею удалось выкупить права на экранизацию, которые первоначально принадлежали MGM, а затем компании King Brothers Productions .

### Подготовка
Уолт Дисней был давно знаком с деятельностью Ричарда Флейшера. Режиссёр, в сотрудничестве со сценаристом Эрлом Фелтоном, создал вначале 1950-х несколько запоминающихся работ в жанре комедии и нуар, в частности ленту «Счастливое время», положительно отмеченную критиками. Также Флейшер был одним из немногих режиссёров, которые имели опыт работы в широкоформатном кино, а именно таким видел будущий фильм продюсер . Кроме всего прочего, Дисней хорошо знал отца Флейшера, как своего главного конкурента в 1930-е годы в борьбе за рынок анимационного кино . Ричард, получив предложение о работе, даже решил переспросить отца, не возражает ли он против его участия в таком проекте, и Макс Флейшер сразу дал своё благословение . Первое что сделал Дисней, показал Флейшеру набросок подводной лодки, которую держит в своих щупальцах огромный спрут, и сказал «Я хочу, чтобы ты возглавил съёмки вот такого фильма» . С 1 апреля 1953 года Флейшер стал сотрудником Walt Disney на зарплате .
Первоначально бюджет картины был оценён примерно в $2.5 млн Важной инстанцией, которая принимала решение по запуску картины в производство был президент компании Рой Дисней, который часто весьма скептически относился к смелым начинаниям младшего брата. Однако, неожиданно для Уолта, он сразу стал сторонником нового проекта и полностью его поддержал . Художник картины Харпер Гофф вспоминал слова Уолта Диснея

Харпер, я и мой брат вложили все деньги, что заработали за всю жизнь, в эту дурацкую картину.
Оригинальный текст (англ.)Harper, all the money that my brother and I have made in our lives is tied up in this one stupid picture 
— 
Предварительный этап производства начался летом 1952 года. Первый вариант сценария написал Джон Баттл и он ориентировался примерно на 4-х часовой по длительности фильм, что не вписывалось в планы студии. Эрл Фелтон доработал и сократил сценарий до примерно двух часов. Фелтон и Флейшер адаптируя текст, пришли к выводу, что имеющиеся переводы романа Верна на английский язык недостаточно адекватны и ориентировались на оригинальный французский вариант. Значительное внимание было уделено центральному персонажу, который изменился по сравнению с «книжным» Немо. Он стал более негативным и агрессивным героем. Если у Верна капитан только защищается, то у Фелтона Немо предпочитает нападать на противника первым, и делает это без всякой жалости. Уолт Дисней следил за процессом подготовки сценария и вносил поправки. Он хотел создать, по возможности, детский фильм. Сюжетная линия с ручным тюленем Эсмеральдой именно его идея. Подготовка сценария закончилась 25 сентября 1953 года . Ещё до окончания работы над текстом, сценарий передали художникам-постановщикам, и они создали по нему раскадровку примерно из 1300 набросков.
Планировалось, что съёмки фильма пройдут в основной студии в Бербанке. Для масштабного проекта понадобились дополнительные инвестиции. Специально для предстоящих съёмок был возведён павильон № 3, в котором построили резервуар для воды размерами 18 на 38 метров, глубиной от 1 до 3.5 метров. Павильон обошёлся студии в $300 тыс. Тем не менее, производственных мощностей студии, относительно недавно работавшей на рынке игрового кинематографа, всё равно не хватило и приходилось занимать дополнительные площади и оборудование у других студий . Не хватало у студии и персонала. Дисней начал активно переманивать сотрудников у конкурентов. Эти переводы не были оформлены должным образом из-за нехватки времени и у компании были большие проблемы с профсоюзами. Некоторых сотрудников даже не оформляли на работу и это стало одной из причин по которой художник Гофф так и не был упомянут в титрах картины, и художником-постановщиком значился Джон Михен (он также ушёл из Paramount Pictures на новую работу).

### Дизайн «Наутилуса»
Ключевым членом команды стал художник Харпер Гофф, известный по работе над картинами «Одиссея капитана Блада», «Касабланка», «Нечто из иного мира» и другим. Гофф и Дисней оба были страстными коллекционерами миниатюрных железнодорожных моделей и познакомились в магазине, где продавались модели в 1952 году . В результате Дисней переманил его из компании Warner Brothers, предложив работу, связанную с подготовкой дизайна первого парка сети Диснейленд. Тогда же в 1952 году он подключился к работе над будущим фильмом, став автором наиболее важных элементов художественной концепции.
Первоначальные наброски дизайна «Наутилуса» были подготовлены Гоффом ещё для анимационного варианта. Создавая облик подводной лодки, Гофф оказался в противоречивой ситуации. С одной стороны, подводный корабль должен был соответствовать литературному прототипу и духу XIX века. С другой, он должен был смотреться достаточно современно и в XX столетии. Поэтому Гофф не стал добавлять «Наутилусу» перископ и какое либо оружие, кроме тарана и электрических разрядов. Сначала Уолт Дисней не хотел никаких изысков и склонялся к варианту со строгим цилиндрическим корпусом лодки, как это было у самого Жюля Верна . Однако, Гоффу удалось убедить руководство в том, что более экстравагантный вариант с корпусом, похожим на тело рыбы или крокодила, будет смотреться эффектнее. Художник учитывал и то, что подлодка должна была издалека напоминать некое живое существо. Поэтому у «Наутилуса» появился характерный «спинной плавник» и иллюминаторы похожие на «глаза» .
При создании внутреннего убранства художник, как он сам выразился, исповедовал принцип: нет ничего эффектнее комбинации холодной стали и элегантной роскоши. Великолепное оформление салона оттеняли расставленные повсюду стеклянные и металлические приборы и о́рганы управления кораблём. Дополнил своеобразие интерьера макет орга́на, на котором, по ходу действия, играет капитан Немо. Салон «Наутилуса» произвёл такое впечатление на Уолта Диснея, что он попросил художника впоследствии заняться оформлением офиса компании Disney.

### Специальные эффекты
Для съёмок картины использовались 35 мм камеры Mitchell и новая, в то время, технология цветного кино Cinemascope Technicolor . Первый фильм был снят на её основе в 1953 году, и во всём мире была всего одна соответствующая анаморфотная насадка на объектив. Студии пришлось занять её у XX Century Fox и процесс съёмок затягивался, пока, наконец, не стала доступна вторая подобная насадка. До того момента приходилось прибегнуть к технологическим ухищрениям, дабы не останавливать съёмочный процесс. Для некоторых сцен изготавливались миниатюрные модели с изменёнными пропорциями (растянутые по вертикали) так, чтобы снятые обычным объективом они могли быть воспроизведены в кинотеатре в нормальной пропорции. Если раньше типичным был кадр с соотношением сторон 1.33:1, то в новом фильме он был 2.55:1. Персоналу, занятому на производстве, пришлось на ходу переучиваться на новую стилистику и построение мизансцены в более широком кадре.
За спецэффекты в фильме отвечал известный специалист Ральф Хаммерас и Боб Матти. Использовались классические эффекты своего времени, в частности съёмка «декорации» или «натуры» нарисованной на стекле. Так была снята сцена с островом Вулкания . Морские батальные сцены снимались с помощью масштабных моделей «Наутилуса», кораблей и некоторых существ.
При создании моделей дизайнеры ориентировались на то, что «настоящая» длина подлодки в кадре будет около 60 метров и ширина до 8 метров. Для съёмок было подготовлено несколько моделей «Наутилуса»: от 40 см до 6 метров. Только на строительство моделей подлодки было потрачено около $250 000. Для достижения большей достоверности понадобилась весьма детальная реплика корабля «Авраам Линкольн». С целью воспроизведения других кораблей, с которыми встречался в пути «Наутилус», использовались более грубые модели. Сцена столкновения с акулами потребовала изготовления трёх моделей акул, достигавших 6 метров в длину. Движущиеся модели «Наутилуса» имели электрический привод и работали от батарей. Модели акул приводили в движение ныряльщики аквалангисты, тянувшие «акулу» за трос . В ходе съёмок произошёл инцидент. Команда поймала акулу-няньку длиной около 2.5 метров. Возникла идея использовать труп акулы для съёмок эпизода. Её оглушили и оставили на палубе катера. На следующий день её спустили на верёвке в воду и вслед за ней отправился оператор. Неожиданно в воде акула ожила и пошла на глубину, утягивая оператора. Ему всё же удалось отвязать верёвку и он отделался небольшим повреждением барабанных перепонок и кинокамеры.
Сцена атаки разгоняющегося «Наутилуса» перед тараном, снималась в бассейне павильона № 3, на модели подлодки длиной около 6 метров. Для реалистичности использовался приём ускоренной съёмки (50 кадров в секунду). Оживления в некоторых кадрах добавляли небольшие вставки рисованной мультипликации (проплывающие мимо иллюминатора рыбки, электрические разряды на корпусе лодки).

### Сцена со спрутом

Сцена сражения со спрутом

Технически наиболее сложной сценой стала схватка с гигантским спрутом. Для неё было создано механическое чучело моллюска, весом более тонны, управляемое при помощи тросов и гидравлики, несколькими десятками операторов. Построили его по увеличенным изображениям настоящих кальмаров, но щупальца были удлинены примерно вдвое, до 12 метров. В реальной пропорции они выглядели слишком короткими. Руководил постройкой по эскизам Боба Матти скульптор Крис Мёллер.
Первоначально нападение было отснято в антураже спокойной погоды на закате. Уолт Дисней, который постоянно контролировал ход съёмок, просмотрел предварительные материалы и распорядился немедленно всё переснять, так как сцена, на его взгляд, была слишком неестественной. На экране были заметны тросы, управляющие щупальцами, и действию явно не хватало динамизма. Проблема была ещё и в том, что щупальца были изготовлены из тканого материала, который быстро намокал, и они становились слишком тяжёлыми. Флейшер предупредил, что вряд ли при доступных средствах получится оживить материал, спрут всё равно будет выглядеть фальшиво. Тем не менее, Дисней добился своего. Он распорядился продолжать работу над следующими эпизодами и нанял ещё одного помощника режиссёра Джеймса Хевенса, который занимался только подготовкой этой сцены. Механический макет спрута был построен заново. Щупальца и тело изготовили из металлического каркаса, резины и стекловаты; в него добавили пневматический привод. Это решение оказалось очень удачным — подавая воздух в щупальце, удавалось достигнуть необходимого эффекта. Щупальце расправлялось, обратно скручивалось и могло «схватить» человека. Сцена была полностью переснята в конце производственного графика, в антураже жестокого шторма и ночи. Для имитации шторма в студии установили вентиляторы и водомёты. Пересъёмка обошлась студии в дополнительные $200 000.

### Производство
К съёмкам была привлечена команда актёров — звёзд первой величины: Джеймс Мэйсон, Кирк Дуглас, Петер Лорре — впервые в практике студии Disney. Зарплата Дугласа за 12 недель съёмок составила $175 000, самая крупная сумма, которую платила компания актёру. На роль профессора Аронакса предварительно пробовался Шарль Буайе, но в итоге она досталась Полу Лукасу. Джеймс Мэйсон, специализировавшийся до того, преимущественно, в отрицательных ролях, поначалу отказывался от роли Немо. Он считал, что по типажу плохо подходит для роли в детском фильме, но его убедили в обратном.
После года предварительной подготовки производство должно было начаться в январе 1954 года. Перед этим необходимо было выбрать место натурных съёмок и решить, как технически будут осуществляться подводные съёмки. К руководству работ под водой был привлечён Фред Зендар, известный по таким лентам как «Пожнёшь бурю», «Тварь из Чёрной Лагуны». Осенью 1953 года прошли первые съёмки. В павильоне № 3 и большом бассейне полностью была отснята только одна пробная сцена — эпизод, в котором Нед и Консель обнаружили на дне сундук с сокровищами. Команда прощупала технические проблемы, которые придётся решить. Необходимо было решить вопрос с костюмами и оборудованием для подводных съёмок .
При создании «водолазных костюмов» команды Немо создателям картины пришлось вступить на незнакомую территорию. В начале 1950-х существовало только две технологии длительного пребывания человека под водой: при помощи водолазного комплекта и при помощи акваланга. Гофф, разрабатывая дизайн костюма, придумал, что хорошо было бы совместить эти два способа. На голове человека, находящегося под водой, закрепить водолазный шлем, а воздух в него нагнетать из наспинного баллона от акваланга. Специалисты, впрочем, оценили, что осуществить такое малореально. Давления и запаса воздуха в стандартном баллоне не хватит, чтобы подать достаточно воздуха в водолазный шлем, в течение продолжительного времени, пока снимается дубль. Кроме этого стандартный регулятор подачи воздуха акваланга вообще не рассчитан на такое использование, и погружение становилось опасным. Тогда художник-постановщик решил всё же отталкиваться от варианта с аквалангом. Было решено, что на голову ныряльщику с аквалангом наденут шлем японских ловцов жемчуга, относительно небольшой по размеру и имевший своеобразный внешний вид. Шлем был ещё доработан дабы соответствовать викторианскому стилю . Под шлем заведена трубка с загубником для дыхания (внутрь шлема попадала вода) и баллоны задрапированы под костюмом. Для ткани костюма использовали тонкую резину, плотно облегавшую тело ныряльщика, что также сильно отличало костюм от обычного водолазного комплекта. В ноябре 1953 года успешно прошли испытания водолазных костюмов в бассейне, после чего начались поиски подходящего места съёмок. В этом качестве была обнаружена мелководная бухта с чистой водой на Багамах, в местечке Лифорд Кей (Нью-Провиденс). Съёмки проводились на глубине не более 9 метров, чтобы иметь хорошее освещение и не было проблем с декомпрессией.

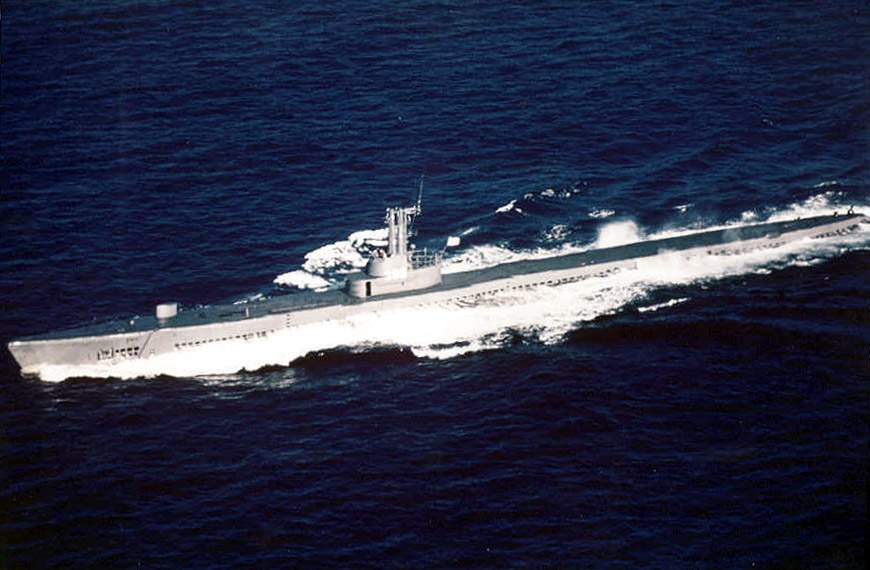
Дизельная подводная лодка ВМФ США USS Redfish SS-395, исполнившая роль «Наутилуса» в некоторых сценах

11 января 1954 года начались натурные съёмки фильма. Первым по времени снятым эпизодом стала сцена подводных похорон. Только эта сцена потребовала 8 съёмочных дней. Подводная команда включала 33 человека и для успешной работы при естественном освещении понадобилось положить на значительную площадь полотняное покрытие, чтобы не поднимать пыль со дна. Для более точного руководства съёмками погружаться с аквалангом приходилось и режиссёру картины. В течение января-марта были осуществлены съёмки большинства натурных (на земле и под водой) сцен картины.
10 марта 1954, сразу после окончания фазы натурных съёмок, Флейшер продолжил работу в павильоне со съёмки сцены схватки с кальмаром. С марта по июнь 1954 года прошли съёмки в павильоне. Для отдельных эпизодов команда снова выезжала на натуру. Для съёмки сцены, в которой герои впервые попадают на борт «Наутилуса», пришлось прибегнуть к помощи Военно-морского флота США. Эта часть съёмок прошла в бухте у Сан-Диего. В эпизоде снималась реальная дизельная подводная лодка USS Redfish (SS-395), на палубе которой установили «спинной плавник». Здесь был снят эпизод того, как профессор Аронакс со спутниками впервые попадает на «Наутилус», и некоторые другие сцены. Вулканию и погрузку в лагере наёмников частично отсняли в Долине Смерти (Калифорния). Работы завершились 19 июня 1954 года подводными съёмками галеона с сокровищами. Сцену с нападением кальмара пришлось полностью переснять второй раз. Из-за этого производство картины затянулось ещё на шесть недель и создатели не уложились в запланированный график премьеры и проката, но Дисней пошёл на все издержки.

### Выпуск в прокат
Фаза постпродакшн прошла в августе-сентябре 1954 года. Редактор картины Элмо Уильямс вспоминал, что первый черновой вариант картины имел длительность около 3 часов. Тогда в картину входили сцены связанные посещением Южного полюса, Атлантиды и спуском в сверхглубокую впадину, но в ходе монтажа на последнем этапе их убрали.
Композитор Пол Смит, штатный специалист Walt Disney, написавший музыку для известных анимационных лент («Бэмби», «Пиноккио», «Белоснежка и семь гномов») работал над саундтреком. Как это было принято в студии музыку он начал писать, когда большая часть материала уже отснята и можно было ориентироваться на готовый материал.
В 1953 году для организации проката картин студии было создано специальное подразделение фирмы Buena Vista. Дисней, учитывая сложное финансовое положение студии, не хотел делиться доходами с дистрибьютерами, которые забирали до 30 % выручки, и посчитал целесообразным забрать процесс в свои руки. Одной из первых картиной выпущенных в прокат Buena Vista и стала «20 000 льё под водой».
Выход картины на экраны сопровождался масштабной рекламной кампанией. 8 декабря 1954 года на телевизионные экраны вышел часовой документальный фильм «Operation Undersea» («Подводная операция»). Фактически это был своеобразный трейлер для «20 000 льё…», но фильм приобрёл самостоятельное значение. Он получил высокие оценки агентства Nielsen и даже выиграл премию «Эмми». С целью раскрутки выпускалась также комиксы, линейка модной одежды, механические игрушки и другая сопутствующая продукция.
9 декабря состоялся первый предварительный сеанс в кинотеатре Astor (Нью-Йорк). Премьера прошла 23 декабря, в канун Рождества, на 60 экранах. Картина «20 000 льё…» стала первым значительным коммерческим успехом Ричарда Флейшера, благодаря которому он заработал авторитет одного из ведущих режиссёров. Для студии Walt Disney фильм оказался самым высокобюджетным проектом на тот момент времени. Бюджет картины составил порядка $4.3 млн, но с учётом рекламной кампании он оценивается в $9 млн. «Домашний» прокат картины в США в 1954—1955 годах принёс по разным оценкам около от 8 до 11 млн долларов. В годовом прокате 1955 года картина заняла 4-е место на внутреннем рынке США.
Во время 27 церемонии вручения премий киноакадемии картина была отмечена двумя статуэтками, при участии в трёх номинациях. В борьбе за премию за лучшие спецэффекты картина «20 000 льё…» выиграла у конкурентов со схожими фантастическими элементами в сюжете. Картина «Они!» (Warner Bros.) описывала последствия испытаний ядерного оружия. Драма «Ад в открытой воде» (XX Century Fox) посвящалась трагической развязке холодной войны. Картина имела похожую фабулу и концовку — приключения субмарины и атомный взрыв на далёком острове. «Оскара», как было тогда принято в студии, получали не непосредственные исполнители, а лично директор компании — Уолт Дисней. В своей речи, впрочем, он упомянул всех тех, чей вклад в создание картины был наиболее весом. Когда у Харпера Гоффа спросили, переживал ли он по этому поводу, он сказал: «Все и так прекрасно знают, кто автор спецэффектов. Статуэтку академия мне потом всё равно выслала. Неподписанную».

## Оценка

### Признание и значение
Работа Флейшера была признана одной из лучших экранизаций романа Жюля Верна и классикой стимпанка на экране. «20 000 льё…» яркий пример семейного кино, картин 1950—1960-х, создававшихся студией Walt Disney, противопоставленных насилию и жестокости на экранах, к которому всё чаще прибегали другие киностудии страны. После её выхода в прокат руководство студии Walt Disney постепенно пришло к решению об изменении стратегии. Начиная с 1950-х игровые и документальные ленты, в противовес анимационным, составили значительный объём портфеля, а с 1960-х стали доминировать в линейке продукции студии. Игровые картины при сравнимом бюджете, проходили производственный цикл намного быстрее и приносили сравнимо хороший доход. Освоение технологии Cinemascope позволило следующий дорогостоящий анимационный проект «Леди и Бродяга» выпустить в новом формате.
Время и политические настроения оказали существенное влияние на атмосферу картины. Несмотря на то, что её сюжет, в общем, весьма близок к роману Верна, многие элементы отсылали зрителя к реалиям XX века. Критики отметили явный намёк на то, что «Наутилус» в фильме приводит в движение атомная энергия, хотя упоминание о ней никак не соответствует XIX веку. В фильме «Наутилус» трагически гибнет по воле капитана. Такая концовка оказалась необычной для детского кино. Трагический конец картины со страшным грибовидным облаком над Вулканией явно напоминал зрителю о недавних испытаниях атомного оружия на атолле Бикини. Столь пессимистическое настроение в фильме студии ориентированной на детскую и семейную аудиторию необычно, но оказалось близко зрителям. Настроения 1950-х, когда США ещё не оправились от мировой войны и оказались вовлечёнными в гонку вооружения, оказывали влияние и на кинематограф. Некоторые источники даже назвали концовку «20 000 льё …» апокалиптической. В 1977 году концовка фильма была обыграна в фильме «Шпион, который меня любил». Развязка из тематики холодной войны, разыгравшаяся на подводной базе «Атлантис», явно отсылала зрителей к теме из диснеевского фильма.

Сцена обеда в каюте капитана. Слева направо Джеймс Мэйсон (капитан Немо), Кирк Дуглас (Нед Лэнд), Петер Лорре (Консель), Пол Лукас (Пьер Аронакс). Обращает внимание роскошное убранство интерьеров «Наутилуса»

Темы из фильма и его декорации продолжали приносить компании прибыль много позже его выхода на экран. По мотивам фильма вышло несколько комиксов. В частности, известность получила серия выпущенная Dell Comics. Миниатюрные модели подводной лодки были весьма популярны и схемы для сборки регулярно публиковались в журналах для судомоделистов. Одна из полноразмерных моделей «Наутилуса», задники и некоторые другие декорации, после окончания съёмок, перекочевали в открывшийся в 1955 году первый парк развлечений Диснейленд в Анахайме. Отчасти это объяснялось и тем, что при создании парка экономить пришлось на всём, и возможность использовать готовые декорации стала оптимизацией расходов . Декорации стали частью одного из самых популярных аттракционов, в разделе парка Tomorrowland, функционировавшего до 1964 года. Модель «Наутилуса», которая могла погружаться с пассажирами на борту в 1970—1990 годах была одним из самых популярных аттракционов в парках развлечения сети «Диснейленд».
Специалисты занятые картины и в дальнейшем оказались востребованы по специальности. Харпер Гофф сотрудничал и в дальнейшем с Флейшером и помог ему создать образ «микросубмарины» в фильме «Фантастическое путешествие». Работа Боба Матти над спецэффектами позволила ему приобрести большой авторитет среди коллег. Именно его Стивен Спилберг привлёк к созданию макета акулы в фильме «Челюсти». В 1961 году актёру Джеймсу Мэйсону предложили ещё раз сыграть роль Немо в фильме «Таинственный остров», но он отказался.
Успех картины породил подражания и даже моду на экранизации Жюля Верна, число которых значительно возросло. В следующие годы вышли такие картины как «Вокруг света за 80 дней» (United Artists, 1956), «С Земли на Луну» (RKO, 1958), «Путешествие к центру Земли» (Fox, 1959). Попытались продолжить тему и в студии Disney. В 1962 году был снят фильм «Дети капитана Гранта» (в другом переводе ― «В поисках потерпевших кораблекрушение»). Несмотря на техническое совершенство, картина не имела большого успеха у зрителей.

### Критика
Фильм получил главным образом положительные отзывы. Критики отметили в первую очередь визуальные эффекты и декорации, благодаря чему картина хорошо смотрится и спустя пятьдесят лет. Привлекают внимание продуманные детали повествования: внешний облик и интерьер помещений «Наутилуса», оформление подводных костюмов. Журнал Variety отметил, кроме впечатляющего дизайна подводной лодки, и красочные подводные сцены. При этом возможности технологии Cinemascope, по мнению критика New York Times Босли Кроутера, не были использованы в полной мере.
Эффектная сцена нападения спрута, другие спецэффекты выделяют «20 000 льё» в череде фантастических фильмов категории B. Репертуар кинотеатров тогда заполняли такие картины как «Чудовище с глубины 20 000 саженей» и «Они!», эксплуатировавшие стандартный сюжет атомной катастрофы и монстра из глубин океана. «20 000 льё…» начинается вполне невинно, со стереотипных приключенческих сцен, но постепенно сюжет заходит в области нетипичные для жанра. Образ «Наутилуса» в борьбе как с порождённым природой чудовищным спрутом так и с цивилизацией стал находкой создателей, позитивно воспринятой и зрителями и критикой. Здесь творческому коллективу удалось справиться с противоречием заложенным в сюжете и, более того, оно сыграло им на руку. Тема опасности от технологических новинок, которые могут оказаться не в тех руках, была бережно донесена из литературного первоисточника на экран. Критик Роберт Ринг отметил то, что «невинный» тон сценария смягчил морально неоднозначный контекст картины. Противопоставление возможностей XIX и XX века не испортило сюжет и смотрелось вполне выигрышно.

Нравственная двусмысленность — основной посыл в фильме. Действие происходящее под водой суть бегство от общества и его обычных этических ценностей, так, что мы можем наблюдать мир свободный от требований цивилизаций. Картина не просто приключение — это нравственное приключение.
Оригинальный текст (англ.) This moral uncertainty is the point of the film. Taking place under the sea, it is about escaping society and its conventional ethical notions so that we can view the world free of demands and expectations of civilization. The movie is not only literal adventure, it is a moral adventure…
— Роберт Ринг 
Анализ картины выявил не вполне традиционное разделение героев на хороших и плохих. Трактовка образа капитана Немо такова, что он ближе всего к образу главного злодея, но его фигура как мстителя привлекательна для зрителя. С одной стороны он изображён как безумец, которого пленники корабля называют убийцей. Сцена, в которой Немо играет токкату и фугу ре минор Баха, прямая цитата из фильма «Призрак оперы», в котором главный отрицательный герой также играет на органе. Однако образ Немо далёк от клише «безумца-учёного» привычного для научно-фантастического треша того времени. Неоднозначен и противопоставленный ему персонаж Неда Ленда, который неприкрыто демонстрирует алчность и безразличие, хотя и спасает в ключевом эпизоде Немо от гибели. Изображение трагедии личной жизни капитана оправдывает проявляемое им почти бесконтрольное насилие. Характерна сцена с нападением армии на остров Вулкания в концовке. Вооружённые силы атакующие подлодку, не имеющие национальной принадлежности, становятся неким размытым образом врага которому противостоит капитан.
Критик Колин Джейкобсон отметил игру Мэйсона и его воплощение образа капитана Немо. Босли Кроутер решил, что игру актёров затмил увлекательный сюжет. Профессор, слуга и гарпунёр показались ему ходульными персонажами, лишёнными жизни. Флейшер оценил собственный вклад в картину не высоко, отозвавшись о ней как рядовой ремесленной работе, не потребовавшей творческих изысков . Мэйсон тоже оценил картину и собственную работу без особого энтузиазма:

«20 000 льё…» фильм продюсеров и для зрителей. Дисней изложил картину как строгую последовательность сцен: одну за другой. Трудности были у декораторов и специалистов по визуальным эффектам. Для режиссёра и актёров это была рутинная работа. Не поверю, что все актёры вложили в свою игру хоть какую-то глубину. Зрители потом понапридумывали бог весть что, про фильм. Тем не менее, его до сих пор смотрят, и всё благодаря хорошему замыслу и перфекционизму Диснея. Недавно я пересматривал этот фильм в немецком дубляже. Он всё так же ужасен .
Оригинальный текст (англ.)20,000 LEAGUES was a producer’s film and spectators’ film. It was conceived by Disney as a story that could be translated into one exciting sequence after another. It was a challenge for the set designer and special effects people. For the director and actors it was routine. I do not believe that the acting parts were written at any great depth. Many sophisticates pooh-pooh 20,000 LEAGUES. However, it’s still a popular film today because it’s a good story well told. Disney insisted upon perfection. I share the fans’ enthusiasm for the film. Not long ago I saw it dubbed into German. It was still terrific.
— 

### Награды и номинации
- 1955 — премия Оскар
  - Лучшие визуальные эффекты (Джон Михен, Эмили Кури).
  - Лучшая работа художника-постановщика (цветной фильм) (Джон Хенч, Джошуа Медор)
- номинация на премию Оскар
  - Лучший монтаж (Элмо Уильямс)
- 2004 — Премия Национального совета кинокритиков США
  - премия лучшему фильму (top ten films)
- 2004 — номинация на премию Сатурн
  - лучший DVD релиз классики

Материалы по наградам указаны по данным сайта imdb.com.

## Издания и саундтрек
Первое VHS издание фильма было осуществлено в 1980 году. В 2003 году состоялось переиздание фильма в формате DVD. Критики отметили хорошую сохранность материала и высокое качество переноса на цифровой носитель. DVD издание картины помимо прочих материалов содержит 88 минутный документальный фильм «The Making of 20,000 Leagues Under the Sea», содержащий подробности съёмочного процесса и комментарии специалистов. Сцены продолжительностью 8 минут вырезанные после окончательного монтажа были найдены в архивах Walt Disney и стали доступны зрителям впервые за 50 лет. Среди вырезанных сцен — первоначальный неудачный вариант сцены схватки со спрутом, снятый в «спокойную погоду».
В ходе действия фильма звучит одна песня. Куплеты моряка «A Whale of Tale», которые исполняет Нед Лэнд (Кирк Дуглас). В 1954 году лейблом Decca был выпущен сингл (пластинка «сорокапятка») с записью песни. Также в 1954 году был выпущен виниловый диск с постановкой по мотивам фильма, так называемый book-and-record set (радиоспектакль). В его составе диск и книжка для детей, по мотивам фильма. Диск приобрёл популярность и вошёл в чарты Billboard (Children’s chart — 13-е место, 1954 год) . В 2007 году вышел полный саундтрек картины, состоящий из 26 композиций, стал доступен для скачивания с ресурса iTunes. В 2011 году был выпущен CD с саундтреком фильма.